# Wolfgang Buermann
Wolfgang Buermann ist ein deutscher Geograf und Klimaforscher. Er befasst sich insbesondere mit den Auswirkungen des Klimawandels auf die Pflanzenwelt, den Kohlenstoffkreislauf und die Artenvielfalt.

## Leben
Im Jahre 1997 schloss Buermann sein Studium an der University of Connecticut als Master of Science in Physics ab. Er promovierte dann in den Jahren 1998 bis 2002 am Department of Earth & Environment der Boston University. Daraufhin arbeitete er bis 2005 an der University of California, Berkeley. Von 2005 bis 2012 war Buermann Adjunct Assistant Professor am Institute of the Environment and Sustainability, Department of Atmospheric and Oceanic Sciences der University of California, Los Angeles. Anschließend forschte und lehrte er als Associate Professor of Land Surface/Vegetation Modelling an der School of Earth and Environment der University of Leeds. Seit Oktober 2018 bekleidet er den Lehrstuhl für Physische Geographie mit Schwerpunkt Klimaforschung an der Universität Augsburg.

## Wirken
Buermann erforscht den Klimawandel und die sich daraus ergebenden Auswirkungen für Ökosysteme und die Biodiversität. In seiner Forschung benutzt er Satellitendaten, Biosphären- und Klimamodelle. Mit seiner Arbeit konnte Buermann einen deutlichen Beitrag zum Verständnis der Pflanzenwelt unter den Bedingungen des Klimawandels leisten. So konnte er mithilfe der Auswertung von dreißigjährigen Satellitendaten zeigen, dass die Auswirkungen des Klimawandels sich deutlich dramatischer abzeichnen als vorherige Berechnungen es noch nahelegten; die Erderwärmung wirkt sich demzufolge somit viel gravierender auf das Wachstum der Pflanzen aus als zuvor angenommen.

## Schriften
- Gampe, Buermann u. a.: Increasing impact of warm droughts on northern ecosystem productivity over recent decades. In: Nature Clim. Change. Jahrgang 11, 2021, S. 772–779, doi:10.1038/s41558-021-01112-8
- Buermann u. a.: Widespread seasonal compensation effects of spring warming on northern plant productivity. In: Nature. Jahrgang 562, 2018, S. 110–114, doi:10.1038/s41586-018-0555-7
- Buermann u. a.: Climate-driven shifts in continental net primary production implicated as a driver of a recent abrupt increase in the land carbon sink. In Biogeosciences. Jahrgang 13, 2016, S. 1597–1607, doi:10.5194/bg-13-1597-2016
- Buermann u. a.: Recent shift in Eurasian boreal forest greening response may be associated with warmer and drier summers. In: Geophysical Research Letters. Jahrgang 41, Band 6, 2014, S. 1995–2002, doi:10.1002/2014GL059450
- Saatchi, Buermann u. a.: Benchmark map of forest carbon stocks in tropical regions across three continents. In: Proceedings of the National Academy of Sciences. Jahrgang 108, Band 24, 2011, S. 9899–9904, doi:10.1073/pnas.1019576108
- Lucht, Buermann u. a.: Climatic Control of the High-Latitude Vegetation Greening Trend and Pinatubo Effect. In: Science. Jahrgang 296, Band 5573, 2002, S. 1687–1689, doi:10.1126/science.1071828